# Elise Krinitz

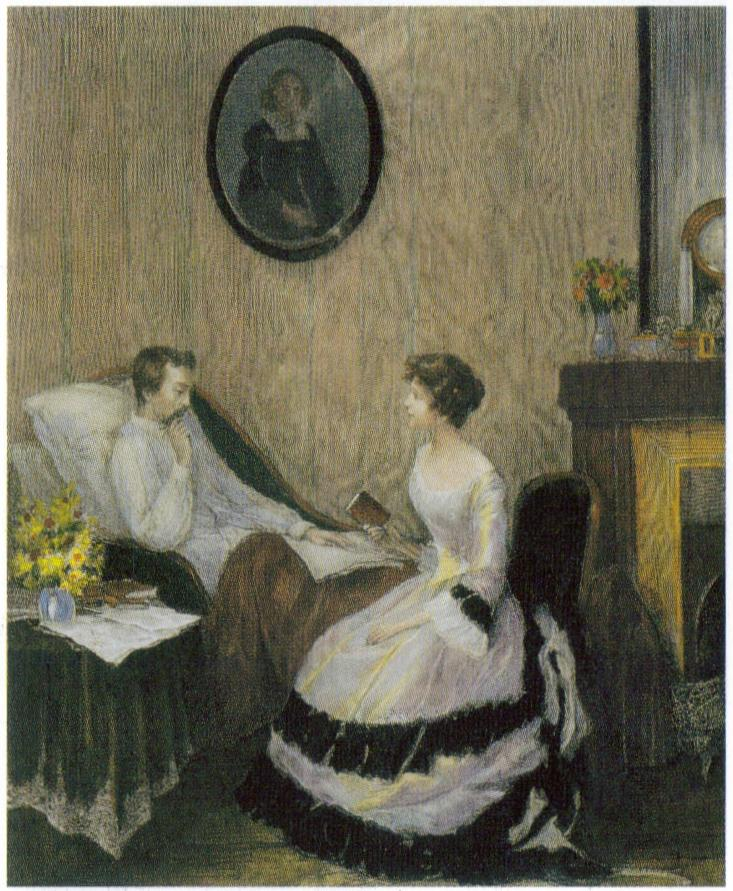
Heinrich Lefler : Elise Krinitz junto a la cama de Heine (imagen de fantasía póstuma, sin año)

Adolphine Emilie Elise Müller, conocida como Elise Krinitz (Belgern, Prusia; 22 de marzo de 1825-Orsay, 7 de agosto de 1896) fue una escritora y traductora franco-alemana y el último amor de Heinrich Heine, quien le dio el seudónimo de Mouche (mosca).

## Identidad y vida
La identidad de Elise Krinitz ha sido controvertida durante mucho tiempo debido, principalmente, a la posesión de numerosos seudónimos y mistificaciones. Es relativamente seguro que nació con el nombre de Johanna Christiana Müller, pero fue dada en adopción y rebautizada por su padre, un maestro tejedor, después de la muerte de su madre al dar a luz. El padrón eclesiástico registra el cambio de nombre a Adolphine Emilie Elise Krinitz el 30 de abril de 1825. Elise creció en París, pero su madre adoptiva realizó numerosas visitas a su tierra natal sajona, la cual Elise Krinitz aún podría recordar más tarde, aunque fingiría tener una raíces diferentes.
Después de crecer, Elise vivió como pianista, compositora y publicista en París. Se desconoce cómo se financió, ya que su padre adoptivo, quien emigró a Estados Unidos pero regresó sin éxito y murió empobrecido en 1862, apenas pudo dejar nada detrás de ella y de su madre adoptiva. Krinitz trató de establecer contactos con celebridades de los círculos culturales, especialmente Alfred Meißner, aunque él no la correspondió con su afecto. De 1850 a 1853 vivió, supuestamente, casada con un francés rico en Inglaterra, pero luego regresó a París y comenzó su relación platónica con Heinrich Heine. De hecho, se volvió interesante para Meißner a corto plazo, aunque la relación volvería a terminar en 1857 cuando no se esperaban más ganancias de los materiales de Heine.
Elise Krinitz, quien ahora bajo varios seudónimos, especialmente como Camille - un nombre "neutro en cuanto al género" - o. Camilla Selden, inició una relación con Hippolyte Taine en 1858, que terminó en 1868 a instancias de Taine. Krinitz continuó trabajando como escritora, pero en 1882 también tomó un puesto como profesora de alemán en Rouen, lo que finalmente le dio estabilidad financiera y felicidad. Murió a la edad de 71 años en su domicilio vacacional de Orsay, al sur de París.

## El encuentro con Heine

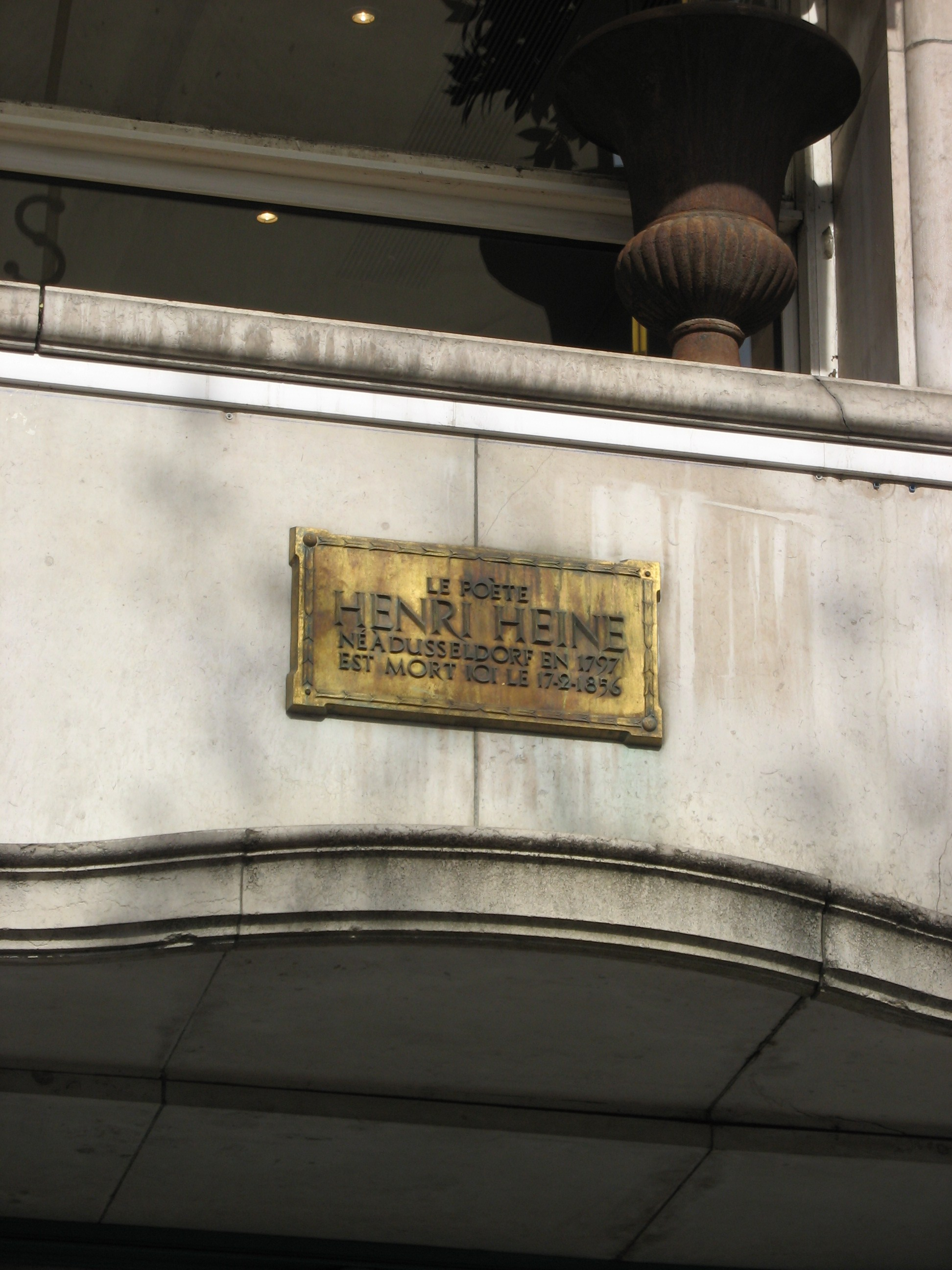
Henri Heine est mort ici, 3 avenue Matignon

La primera visita a Heine tuvo lugar el 19 de junio de 1855 en su apartamento de París, los últimos cinco días antes de su muerte. Esto fue precedido por un intercambio de cartas entre Margareth, como ella firmó por primera vez, y el poeta enfermo. Sin embargo, Heine no nombró a su última amante Elise o Margarethe, sino Mouche (francés: "volar") porque selló sus mensajes con un sello de mosca.
Sin embargo, existen otras versiones del comienzo de la historia de amor. Johann Vesque von Püttlingen, según la propia autora, le había dado instrucciones de entregar un paquete con partituras al poeta; su relación surgió de este encuentro. Otra variante informa que Elise Krinitz conoció a Heine después de que él colocara un anuncio en el que buscaba un lector y una secretaria.
Se tienen en posesión 25 cartas de Heine, las cuales dan testimonio de su fuerte conexión emocional con Mouche, así como cuatro respuestas. Si bien Elise Krinitz fue bastante reservada en sus cartas y también en sus memorias, Heine se quejó de que debido a su enfermedad (puede haber tenido esclerosis múltiple avanzada) un análisis de cabello de 1997 indicó envenenamiento por plomo - condenado a la inacción y limitado a un amor puramente espiritual. Sus cinco poemas a Mouche, que se encontraron en la vivienda, también tienen este trasfondo. Estos se consideran los únicos poemas de amor de Heine motivados personalmente.
El personaje de Elise Krinitz aparece como "Die Mouche" en la ópera From the Mattress Crypt de Günter Bialas.

## Trabajos

### Ediciones originales
- Daniel Vlady. Historia de un músico, Charpentier, París 1862
- L'esprit des femmes de notre temps (El espíritu de las mujeres de nuestro tiempo), 1865 Elise Krinitz en Internet Archive
- La musique en Allemande (La música en alemán), Mendelssohn, 1867 Elise Krinitz en Internet Archive
- L'esprit modern en Allemagne (Espíritu moderno en Alemania), Didier, París 1869 Elise Krinitz en Internet Archive
- En route (En camino)
- Los últimos días de Heinrich Heine / Les derniers jours de Henri Heine / Los últimos días de Heinrich Heine ,
  - Los últimos días de Heinrich Heine: recuerdos, Jena 1884, de los franceses, 4 + 104? p.. Elise Krinitz en Internet Archive
  - Los últimos días de Heinrich Heine , París 1884, 125 p. Elise Krinitz en Internet Archive
  - Los últimos días de Heinrich Heine, Londres 1884, traducido al inglés por Clare Brun, 118 págs. Elise Krinitz en Internet Archive
- Mémoires de la Mouche (Memorias de la mosca), 1884

### Como traductora
- Johann Wolfgang von Goethe : Les affinités électives, París 1872 Elise Krinitz en Internet Archive